# 姚国桢
姚国桢（1883年—1942年）字幼枝，今安徽省池州市贵池区梅街镇刘街村人，中华民国政治人物。

## 生平
姚国桢是清朝舉人。畢業於京師大學堂。曾任郵傳部學習郎中，廣西軍事公債局駐北京代表。1912年後，任北京政府交通部僉事、總務廳文書課課長。1913年4月，兼任交通传习所（现北京交通大学的前身）所长。1914年，任統計委員會副會長。1916年10月，任北京政府交通部郵傳、郵政司司長，並且兼任郵政總局局長。1917年7月，任交通部参事。姚国桢隶属皖系段祺瑞派安福系。1919年兼任交通部总务厅厅长。1919年12月任交通部次长，一度代理总长。1920年11月，任中华民国临时政府全国烟酒事务署督办，1926年4月去職。1927年任北京政府政治討論會會員1927年，再任北京交通大学校长。後来寓居天津。
九一八事变后，投靠日本，先后出任冀东防共自治政府顾问、中华民国临时政府赈济部次长。1941年1月，代理華北政務委員會委員長，長蘆鹽事管理局局長。在局长任内曾兼任华北垦业股份有限公司（日本方面商华北政务委员会于1940年组织成立，1941年正式营业）本部董事长（代表常务董事1人，为中日实业公司专务董事木下通敏；常务董事2人日华各1，华方为华北政务委员会参议黄锡龄；监察人2人日华各1，为中日实业公司常务望月藏六、华北政务委员会财务总署秘书黄伯雄）。1941年8月，派爲華北政務委員會華北河渠委員會委員。后来姚国桢任汪精卫政权立法院立法委员。
1942年，姚国桢逝世。

## 家庭
- 二哥：姚绍枝
- 四哥：姚捷勋
  - 侄女：姚锦新，姚捷勋女。
  - 侄子：姚依林，姚捷勋子[7]。
- 六弟：姚震

其子：姚克新 儿媳：李家犖 （是李国松，1877年7月11日生，与夫人王氏之女）
其孙：姚祥，孙女：姚家珮 （著名传染医学医生）